# Karawankentunneln

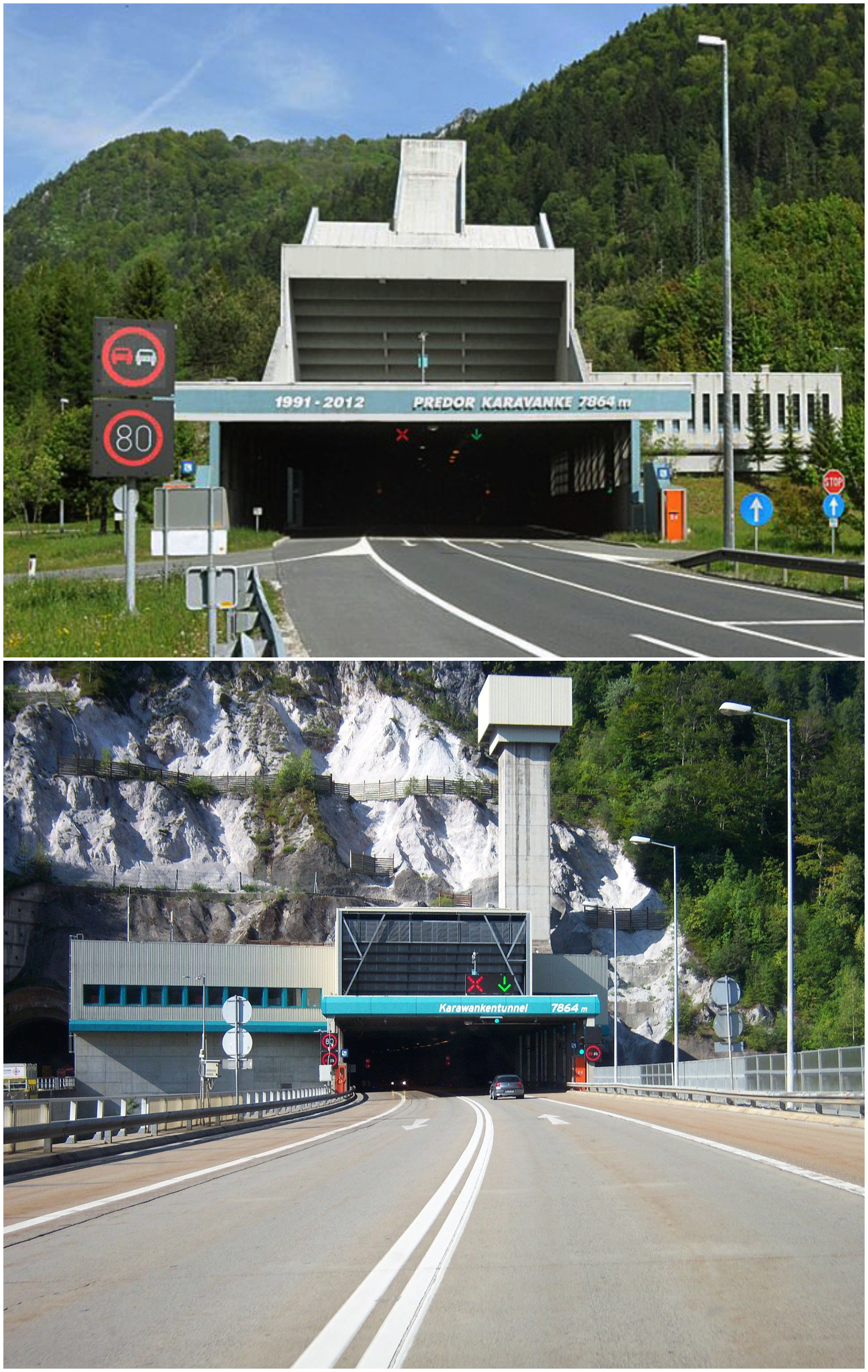

Karawankentunneln (slovenska: Predor Karavanke) är en vägtunnel i Alperna som sedan 1991 korsar gränsen mellan Österrike och Slovenien genom bergskedjan Karawankerna.
Själva tunnelröret är 7 864 meter långt och hela tunnelområdet är 8 019 meter, varav 4 569 meter ligger i Österrike och 3 450 meter i Slovenien.. Den planerades ursprungligen som en tunnel med två rör, men endast det ena har byggts så det är mötande trafik i tunneln.
Tunneln är en del av väg E61. I Österrike är vägens namn A11 och i Slovenien A2.
Passage genom tunneln kostar € 8,20 (2024) för personbilar.
På grund av ökande trafik har ett andra tunnelrör börjat byggas med start från den österrikiska sidan den 18 september 2018. Den beräknas öppna år 2026.